# Драйфус и съдружие
„Дра̀йфус и съдру̀жие“ или „Луи Драйфус и съдружие“ е френска фирма, основана през 1850 г., за търговия със зърнени храни.
Централата ѝ е в Париж и има клонове в много държави по света. През 1890 г. е регистриран клонът ѝ в България, макар и да развива дейност в страната от преди това. Канторите ѝ са в София, Пловдив, Варна, Бургас и някои градове по река Дунав. Тя е главен износител на български зърнени храни. Българският клон на фирмата е обявен в ликвидация в началото на 1941 г.